# مارتي هوستون
مارتي هوستون (بالإنجليزية: Marty Houston)‏ هو سائق سباق أمريكي، ولد في 7 يناير 1968 في هيكري في الولايات المتحدة.

## وصلات خارجية
- مارتي هوستون على موقع Racing-Reference.info (الإنجليزية)